# Neelix
Neelix is een personage uit de sciencefictionserie Star Trek: Voyager. De rol werd gespeeld door Ethan Phillips.
Neelix is een Talaxian. Hij is geboren op Rinax, een maan van de planeet Talax in het Delta kwadrant, in 2327.
Op het moment dat de Voyager Neelix voor het eerst ontmoette (in 2371) was hij schroothandelaar. Hij hielp Captain Janeway met de gewoontes en gebruiken van het Delta kwadrant, maar hij gebruikte haar ook om zijn geliefde Kes te redden van de Kazon, een vijandelijk volk.
Later reisde hij mee met de Voyager en bood hij zich aan als gids en kok. In eerste instantie twijfelde Captain Janeway, maar Neelix wist haar toch te overtuigen. Weer later bood hij zich aan als moraalofficier. Hoewel zijn kookkunst niet altijd even goed werd gewaardeerd, werd zijn kennis van het Delta Kwadrant wel zeer gewaardeerd en bleek die ook zeer bruikbaar.
Neelix is van nature onzeker. Door het respect dat hij krijgt van de bemanning groeit hij uit tot een zelfverzekerder personage. Hij weet op een gegeven moment zelfs respect af te dwingen van Tuvok. Maar dit alles wordt weer op de proef gesteld doordat hij eerst Kes verliest en later wanneer Voyager een voor hem onbekende ruimte in vaart en hij dus als gids zijn functie verliest. Hij sloot een deal met een oude vriend en probeert via een illegale manier aan een kaart te komen zodat hij Voyager kan blijven helpen. Gelukkig komt hij net op tijd tot inzicht.
Neelix wordt ook peetoom van Naomi Wildman, een kind dat aan boord van Voyager geboren wordt. De taak van peetoom is een taak die hij met veel plichtsgevoel en plezier vervult. Hij gaat (mede hierdoor) ook steeds meer vertellen over zijn zusters en mist zijn familie heel erg. Op een dag stuit Voyager op een Talaxian kolonie (in 2377). Hij besluit om bij deze kolonie te blijven, hoewel dit besluit hem erg zwaar valt, hij heeft een sterk plichtsgevoel en ook wil hij zijn vrienden niet verlaten. Hij gaat een gezin vormen met Dexa en haar zoon Brax.